# Ping flood
Ping flooding is een denial-of-serviceaanval van een persoon (meestal een hacker) op een IP-adres of server.
Hierbij stuurt de hacker zoveel normale pingverzoeken naar een IP-adres of server, dat deze de aanvragen moeilijk kan verwerken en er geen ruimte op het computernetwerk meer is voor normaal verkeer. Dit leidt ertoe dat het netwerk of de server vastloopt. Deze aanval is gemakkelijk te voorkomen door het gebruik van een NAT-firewall.